# Inspektorat Graniczny „Stryj”
Inspektorat Graniczny nr 20 (21) – jednostka organizacyjna Straży Granicznej pełniąca służbę ochronną na granicy polsko-rumuńskiej w latach 1928–1939.

## Formowanie i zmiany organizacyjne
Rozporządzeniem Prezydenta Rzeczypospolitej Polskiej Ignacego Mościckiego z 22 marca 1928 roku, do ochrony północnej, zachodniej i południowej granicy państwa, a w szczególności do ich ochrony celnej, powoływano z dniem 2 kwietnia 1928 roku Straż Graniczną.
Rozkazem nr 5 z 16 maja 1928 roku w sprawach organizacji Małopolskiego Inspektoratu Okręgowego dowódca Straży Granicznej gen. bryg. Stefan Pasławski zatwierdził dyslokację, granice i strukturę inspektoratu granicznego nr 20 „Stryj”.
Rozkazem nr 7 z 23 października 1931 roku w sprawach organizacyjnych i etatowych,  zlikwidowano Inspektorat Okręgowy nr VI. Należący wcześniej do Inspektoratu nr VI komisariat wewnętrzny SG „Lwów” przydzielono pod względem służbowym bezpośrednio do Małopolskiego Okręgu Straży Granicznej, a etatowo, ewidencyjnie i gospodarczo do Inspektoratu Granicznego „Stryj”.
Rozkazem nr 2 z 8 września 1938 roku w sprawie terminologii odnośnie władz i jednostek organizacyjnych formacji, dowódca Straży Granicznej płk Jan Gorzechowski nakazał zmienić nazwę Inspektoratu Granicznego „Stryj” na Obwód Straży Granicznej „Stryj”.
Rozkazem nr 2 z 16 stycznia 1939 roku w sprawie przejęcia odcinka granicy polsko-niemieckiej od Korpusu Ochrony Pogranicza na terenie Mazowieckiego Okręgu Straży Granicznej oraz przekazania Korpusowi Ochrony Pogranicza odcinka granicy na terenie Wschodniomałopolskiego Okręgu Straży Granicznej, w związku z przekazaniem Korpusowi Ochrony Pogranicza ochrony części granicy południowej Państwa na odcinku między przełęczą Użocką, a stykiem granicy polsko-rumuńsko-czechosłowackiej, komendant Straży Granicznej płk Jan Gorzechowski zarządził likwidację Komendy Obwodu Straży Granicznej „Stryj”. Nakazał, by wraz z placówką II linii „Stryj” z dniem 1 lutego 1939 utworzył Komendę Obwodu „Suwałki” i placówkę II linii „Suwałki”.

## Służba graniczna
Dowódca Straży Granicznej gen. bryg. Stefan Pasławski swoim rozkazem nr 5 z 16 maja 1928 roku w sprawach organizacji Małopolskiego Inspektoratu Okręgowego określił granice inspektoratu granicznego: od zachodu: placówka Straży Granicznej „Ustrzyki Górne” wyłącznie, od wschodu: placówka Straży Granicznej „Zielona” włącznie. Rozkaz dowódcy Straży Granicznej nr 6 z 8 września 1928 podpisany przez mjr. Wacława Spilczyńskiego zmienił granicę inspektoratu: od zachodu − placówka Straży Granicznej „Wołosowate” do wzgórza 1335 Halicz wyłącznie, od wschodu − placówka Straży Granicznej „Rafajłowa” do wzgórza 1368 Dołha.
Sąsiednie inspektoraty:
- Inspektorat Graniczny „Nowy Zagórz” ⇔ Inspektorat Graniczny „Kołomyja” − 1928
- Inspektorat Graniczny „Sambor” ⇔ Inspektorat Graniczny „Kołomyja” − 1935[9]
- Obwód Straży Granicznej „Sambor” ⇔ Obwód Straży Granicznej „Kołomyja” − 1938[10]
- Obwód Straży Granicznej „Sanok” ⇔ Obwód Straży Granicznej „Kołomyja”

## Kierownicy/komendanci inspektoratu
| stopień   | imię i nazwisko  | okres pełnienia służby | kolejne stanowisko |
| --------- | ---------------- | ---------------------- | ------------------ |
| inspektor | Jan Góra         | 1929 – 1930            | w stan spoczynku   |
| inspektor | Wiktor Zakliński | 1930 – 1933            |                    |

## Struktura organizacyjna
Organizacja inspektoratu w maju 1928:
- komenda − Stryj
- komisariat Straży Granicznej „Wysocko Niżne”
- komisariat Straży Granicznej „Sławsko”
- komisariat Straży Granicznej „Ludwikówka”
- komisariat Straży Granicznej „Nadwórna”

We wrześniu 1928 zorganizowany został:
- samodzielny podkomisarat Straży Granicznej „Osmołoda” o zasięgu do wzg.1418 Siwula z posterunkami:
  - posterunek Straży Granicznej „Muskieta”
  - posterunek Straży Granicznej „Spłaj”
- samodzielny podkomisarat Straży Granicznej „Rafajłowa” o zasięgu do wzg.1368 Douha z posterunkami:
  - posterunek Straży Granicznej „Rafajłowa”
- komisariat Straży Granicznej „Tatarów”

Organizacja inspektoratu w 1931:
- komenda − Stryj
- Komisariat SG Sławsko (46 km)
- Komisariat SG Ludwikówka (35,5 km)
- Komisariat SG Porochy (57 km)
- Komisariat SG Worochta (42 km)

Organizacja inspektoratu w 1935:
- komenda − Stryj
- komisariat Straży Granicznej „Ławoczne”
- komisariat Straży Granicznej „Ludwikówka”
- komisariat Straży Granicznej „Sołotwina”
- komisariat Straży Granicznej „Worochta”

Organizacja obwodu w 1938:
- komenda − Stryj
- komisariat Straży Granicznej „Ławoczne”
- komisariat Straży Granicznej „Ludwikówka”
- komisariat Straży Granicznej „Perehińsko”
- komisariat Straży Granicznej „Zielona”
- komisariat Straży Granicznej „Worochta”